# アスリート (バンド)
アスリート（Athlete）は、イングランドのインディー・ロック・バンド。

## 概略
シングル「You Got the Style」でデビュー。ファースト・アルバム『ヴィークルズ&アニマルズ』がイギリス国内で新人としては異例の25万枚以上を売り上げる。セカンド・アルバム『ツーリスト』は、イギリス国内で初登場1位。本国イギリスでのライブ・ツアーなどは軒並みソールドアウトという人気を誇る。

## メンバー
- ジョエル・ポット (Joel Pott) - リード・ボーカル、ギター
- ティム・ワンストール (Tim Wanstall) - キーボード、バック・ボーカル
- スティーヴ・ロバーツ (Steve Roberts) - ドラム、バック・ボーカル
- キャリー・ウィレッツ (Carey Willetts) - ベース、バック・ボーカル

## ディスコグラフィ

### スタジオ・アルバム
- 『ヴィークルズ&アニマルズ』 - Vehicles & Animals (2003年)
- 『ツーリスト』 - Tourist (2005年)
- 『ビヨンド・ザ・ネイバーフッド』 - Beyond the Neighbourhood (2007年)
- Black Swan (2009年)

### ライブ・アルバム
- Live At Union Chapel (2012年)
- Vehicles & Animals Live (2013年)

### コンピレーション・アルバム
- Singles 01-10 (2010年)

### EP
- Athlete (2002年)
- The Outsiders EP (2008年)
- The Getaway EP (2009年)

## 来日記録
- フジロックフェスティバル 05(ホワイトステージ）